# Тисдейл-Корти, Люсиль
Люсиль Тисдейл-Корти (англ. Lucille Teasdale-Corti; 30 января 1929 — 1 августа 1996) — канадская врач и детский хирург, работавшая в Уганде с 1961 года до своей смерти в 1996 году. Несмотря на значительные трудности, включая гражданскую войну и эпидемию СПИДа, они с мужем основали и руководили университетской больницей на севере Уганды.

## Биография

### Семья и образование
Родилась в Монреале (Квебек) 30 января 1929 года. Люсиль Тисдейл была четвёртой из семи детей. Её отец был мясником в монреальском рабочем районе Ист-Энд.
В 1941 году она поступила в католическую среднюю школу, принадлежавшую к одной из первых конгрегаций монахинь, созданных в Канаде и посвятивших себя образованию. Услышав свидетельства некоторых монахинь, работавших миссионерами в Китае, она уже в 12-летнем возрасте решила стать врачом «в Индиях».
В 1950 году она получила стипендию для поступления на медицинский факультет Монреальского университета. На её курсе из 110 учеников женщин было всего десять (8 из этих студенток продолжили обучение после первого года). Она окончила университет с отличием в 1955 году и прошла стажировку в Монреальском госпитале Сент-Жюстин — педиатрическом и акушерском университетском медицинском центре, связанном с Монреальским университетом.
Во время стажировки она познакомилась с итальянским врачом Пьеро Корти, который проходил две ординатуры (1955/56 и 1957/58) в этой больнице во время своей аспирантуры по педиатрии в Университете Павии. Он уже закончил аспирантуру по радиологии (1953) и нейропсихиатрии (1956) в Миланском университете. Оба медтка хотели работать там, где это нужнее всего, но, как заявил Корти, «она всегда была слишком занята для чего-либо ещё, кроме работы».
После стажировки в 1958 году она поступила в аспирантуру по детской хирургии. Первые два года она провела в госпиталях Hôpital Maisonneuve и Hôpital Hotel-Dieu в Монреале. Желая получить возможность пройти последний период резидентуры за границей, она подала заявления в несколько больниц в Соединённых Штатах, но получила отказ. По словам её биографа Мишеля Арсено, многие считали, что это произошло потому, что она была женщиной.
В 1960 году Люсиль Тисдейл отправилась во Францию, чтобы пройти свою последнюю годичную стажировку в госпитале Hôpital de la Conception в Марселе.

### Прибытие в Уганду
Работая в Марселе, Люсиль Тисдейл отправила Пьеро Корти открытку с приглашением в гости. Посетив несколько многообещающих мест в Африке и Индии, Корти решил работать в небольшой миссионерской больнице на 30 коек недалеко от Гулу (Северная Уганда). Он готовил первую авиагрузовую партию оборудования, которую должны были доставить итальянские ВВС, участвовавшие тогда в Миссии ООН в Конго, и Пьеро пригласил Люсиль поехать с ним «всего на пару месяцев», чтобы начать хирургическую деятельность. Он мог позволить себе оплатить только её проезд и сигареты. Люсиль согласилась и полетела в Уганду на том же самолете итальянских ВВС.
По прибытии в Уганду в 1961 году Люсиль должна была получить лицензию на врачебную практику, но узнала, что сначала ей придется пройти двухмесячную стажировку. Её направили к одному из хирургов столичной университетской больницы Мулаго, который провел с ней собеседование и разрешил ей отправиться прямо в Лакор. Им оказался доктор Денис Парсонс Беркитт, который первым описал и изучил распространение и этиологию детского рака, получившего название в его честь (лимфома Беркитта).
Больница Святой Марии Лакор, или просто больница Лакор (региональное название «Лакор» было добавлено, чтобы отличать её от многих других учреждений с названием «Святой Марии»), является некоммерческой больницей, основанной католическими миссионерами Комбони в 1959 году. Он находится примерно в 5 км к западу от Гулу на дороге, которая поворачивает на север за 100 км к границе с Суданом. Это регион народа ачоли, луо-нилотской этнической группы. Когда Люсиль прибыла туда, в больнице было родильное отделение на 40 коек и амбулаторное отделение, в то время как прочие отделения, включая операционную, только находились на стадии строительства. Пьеро решил поселиться там, потому что итальянский епископ, в ведании которого находилась больница, согласился предоставить ему относительную независимость в управлении учреждением и его развитии. Пьеро никогда не просил денег у епархии, а сам собирал необходимые средства.
Первую операцию Люсиль провели на смотровой кушетке. После этого по утрам она совершала обходы палат, затем принимала взрослых амбулаторных пациентов, а днем работала в операционной. Продлив своё пребывание в связи с необходимостью возвращения Пьеро в Италию из-за здоровья его отца, Люсиль вернулась во Францию. Она вернулась в Уганду в декабре 1961 года, приняв предложение руки и сердца Пьеро. Они поженились в часовне больницы 5 декабря 1961 года.
9 октября 1962 года Уганда обрела независимость, а 17 ноября 1962 года Люсиль родила своего единственного ребёнка — дочь Доминик, которую местные назвали Атим («рожденная вдали от дома» на языке ачоли). С этого времени Люсиль стали здесь называть «мин (матерью) Атим». В то время в больнице работали итальянские монахини, получившие дипломы по сестринскому делу и акушерству в Великобритании (как того требовал британский протекторат в Уганде), а также местные жители, прошедшие обучение «на рабочем месте».

### Влияние политических потрясений
Хотя пришедший к власти в 1967/1968 годах президент Уганды Милтон Оботе и изменил конституцию, сосредоточив в своих руках значительную власть, в стране царил относительный мир, пока в 1971 году в результате вооружённого переворота к власти не пришел главнокомандующий вооруженными силами Иди Амин Дада. В 1972 году Амин изгнал 60 000 лиц южноазиатского происхождения, предки которых жили здесь с британских колониальных времён, и передал их предприятия и имущество своим сторонникам. В результате халатности и неэффективного управления инфраструктура и вся экономика страны пришли в упадок. Пьеро и Люсиль пришлось решать, уезжать ли, как большинство экспатриантов, или найти способ сохранить больницу. Они решили остаться и вместе с семьей Пьеро в Италии организовали группу поддержки, отправлявшую в год по несколько контейнеров со всем необходимым — от лекарств до оборудования и подержанной одежды.
Однако они также приняли трудное решение отослать свою дочь от себя из соображений безопасности (и ради дальнейшей учёбы, поскольку школьная система также рушилась). Доминик жила на территории клиники с самого рождения, и Люсиль водила её в палаты и операционную. Теперь Доминик будет приезжать в Лакор только на каникулы. Её отправили к одной из ее тёток в Италию, а затем в школу-интернат в Кении, откуда она могла три раза в год ездить в Уганду на каникулы. Люсиль, единственным условием которой при выходе замуж за Пьеро было то, что их семья никогда не будет разлучена, заявила, что отправка дочери была самой большой жертвой, когда-либо принесённой ей.
Первый серьёзный период нестабильности в больнице пришелся на время войны между Угандой и Танзанией, которая привела к свержению Иди Амина в 1979 году. Госпиталь неоднократно грабили остатки распущенной армии Иди Амина, бежавшие от наступающих танзанийских войск. В течение этих месяцев больница была отрезана от остального мира, не имевшего представления о том, что в ней происходит. Из-за войны и последовавшей за ней межплеменной вендетты Люсиль пришлось провести беспрецедентное количество операций. Во время одной из стычек с мародерами Пьеро получил повреждение барабанной перепонки из-за удара в ухо и едва не попал под пулеметный огонь, пока Люсиль оперировала раненого солдата. Когда танзанийская армия прибыла в госпиталь, командир заявил, что Лакор был первой больницей, которую они обнаружили открытой и функционирующей с тех пор, как они вошли в страну более четырёх месяцев назад и прошли 600 км.

### Гражданские войны и мятежи
В 1980 году после нескольких временных правительств к власти в качестве президента Уганды вернулся Милтон Оботе. Началась гражданская война, и в ходе четырёхлетних боевых действий правительство Оботе понесло больше потерь, чем предполагаемые 300 000 смертей за семь лет диктатуры Иди Амина. По оценкам, за время президентства Оботе из-за конфликтов погибло более 500 000 угандийцев, а огромные территории были опустошены.
В 1986 году, после второго смещения Милтона Оботе с должности, страной до конца года правила слабая коалиция, пока к власти не пришли мятежники из Национальной армии сопротивления (NRA) Йовери Мусевени. В 1987 году Элис Лаквена, молодая медиум из племени ачоли, основала Движение Святого Духа (HSM), в которое вошло большинство повстанческих движений на севере. После серии впечатляющих побед над войсками, которые воспринимались как оккупационная армия, она повела свои войска в сторону Кампалы, заручившись большой поддержкой других этнических групп, также имевших претензии к правительству Мусевени, но в итоге была разгромлена.
Начиная с 1986 года больница неоднократно подвергалась ночным разграблениям со стороны повстанцев, иногда по нескольку раз в неделю. Повстанцы держали персонал и пациентов под прицелом, пытаясь выманить у них деньги и наркотики. Пьеро и Люсиль также несколько раз подвергались вооружённым нападениям в своём доме, расположенном на территории комплекса у ворот госпиталя. Не найдя желаемого, они похитили медсестер, чтобы заставить больницу заплатить выкуп. Большинство сотрудников проживали на территории больницы вместе со своими семьями в целях безопасности и выходили на работу по ночам в гражданской одежде, чтобы их не узнали и не похитили в случае налёта повстанцев.
В 1989 году в повстанческом движении на севере Уганды появилась новая фракция христианских фундаменталистов — Господня армия сопротивления (LRA). В том же году мятежники однажды ночью проникли в больницу в поисках «доктора Корти и Мин Атим», которые только что уехали в отпуск. Доктор Мэтью, который переехал к ним пожить в их отсутствие, назвал себя в качестве ответственного за больницу (чтобы уберечь других врачей), но был увезен вместе с остальным персоналом. Супруги немедленно вернулись и собрирались закрыть больницу, однако местные старейшины объяснили им, что это — единственное, что у них осталось. Клиника не подвергалась вторжениям повстанцев в течение последующих пятнадцати лет эскалации гражданского конфликта с LRA, которая часто окружала больницу, к этому моменту обнесённую стенами, чтобы защитить находящихся внутри людей от летящих пуль.

### Подготовка врачебной смены
На протяжении более чем 20 лет Пьеро и Люсиль отвечали за начальную трёхмесячную подготовку недавно окончивших вузы итальянских врачей, решивших пройти двухлетнюю гражданскую службу вместо обязательной годичной военной службы. Они были направлены в рамках проектов помощи правительства Италии в семь миссионерских и две государственные больницы на севере Уганды, включая больницу Святой Марии. Медучреждения миссий зависели почти исключительно от этих врачей.
1983 год — Министерство здравоохранения Уганды признало Лакор центром стажировки для врачей, недавно окончивших государственный медицинский факультет Макерере (позднее также Мбарары, основанный в 1989 году, и Гулу, основанный в 2003 году). Теперь эти врачи могут пройти обязательную годичную стажировку в Lacor, а затем остаться работать здесь или в других католических некоммерческих больницах. Министерство иностранных дел Италии оказало больнице значительную поддержку, предоставив специалистов для обучения стажёров, а также помещения и оборудование. К концу 1980-х годов Италия вошла в число основных доноров международной иностранной помощи со стороны европейских правительств, а Уганда стала одним из её основных получателей, особенно в рамках программ здравоохранения как для государственных, так и для неправительственных учреждений.

Люсиль была на передовой обучения молодых врачей. В первую группу стажеров входили доктор Мэтью Лювкия (который вскоре стал заместителем суперинтенданта госпиталя и погиб смертью героя, пожертвовав своей жизнью вместе с двенадцатью другими сотрудниками во время вспышки лихорадки эбола в 2000 году), доктор Айзек Эзати (который занял здесь должность хирурга, а затем перешёл в Национальную специализированную больницу Мулаго, а затем в Министерство здравоохранения; остаётся в Совете управляющих Lacor). Среди следующих групп врачей-интернов были доктор Опира Киприан в 1985 году (сейчас исполнительный директор этой больницы), доктор Одонг Эминтоне в 1989 году (сейчас медицинский директор) и доктор Огванг Мартин (сейчас директор учреждения).

### Болезнь и смерть
С 1982 года в больницу Лакор начали поступать жертвы загадочной «худой» болезни (вскоре получившей название ВИЧ/СПИД). У Люсиль появились первые симптомы того, что позже было признано оппортунистическими заболеваниями, связанными со СПИДом. В 1985 году, когда в Италии появились первые тесты, Люсиль получила положительный результат на ВИЧ. Пьеро и Люсиль датировали заражение ещё 1979 годом, когда Люсиль начала проводить много операций пострадавшим на войне и часто резалась острыми осколками раздробленных костей.
Когда у Люсиль Тисдейл в 1985 году был диагностирован СПИД, её направили к профессору Энтони Пинчингу в Лондоне — одному из первых, кто изучал это заболевание в Великобритании. Несмотря на ухудшающееся здоровье, она продолжала работать, особенно в амбулаторном отделении для взрослых и в отделении СПИД и туберкулёза, постепенно передавая операции обученным ей угандийским врачам. Она страдала от ряда осложнений: от постоянного кандидоза полости рта, затруднявшего прием пищи, до таких серьёзных заболеваний, как болезнь Аддисона и пневмония, из-за чего муж срочно отправил ее в Лондон, а затем в Милан, чтобы справиться с кризисом. За несколько месяцев до смерти, когда её вес снизился до 40 кг, она по-прежнему проводила амбулаторные приёмы по 4-6 часов в день. В последней попытке улучшить ухудшающееся состояние Пьеро срочно отвёз Люсиль в Италию. Она умерла в их доме в Безане-ин-Брианца 1 августа 1996 года.
За время своей работы в больнице Lacor Люсиль Тисдейл провела более 13 000 операций. В годовом отчёте учреждения за 1996 год было зарегистрировано 446 коек, 13 437 госпитализированных и 116 953 амбулаторных пациента, проходивших лечение в главной больнице, в то время как в двух функционирующих периферийных медицинских центрах (третий был закрыт из-за небезопасной обстановки) было зарегистрировано 48 коек, 399 госпитализированных и 11 549 амбулаторных пациентов. Также в её активе 1114 принятых родов, 1278 крупных хирургических операций и 33 613 введённых доз вакцины.
Тело Люсиль Тисдейл вернули в Уганду в тот момент, когда восстание в округе достигло одного из самых острых моментов. Тысячи «ночных пассажиров», в основном дети и женщины, искали в больнице убежища от повстанцев, совершавших набеги на деревни по ночам, грабя, убивая и похищая детей в возрасте от 6 до 14 лет. Отпевание Люсиль прошло в близлежащем соборе, на нём присутствовали сотни людей. Некоторые сотрудники даже прошли пешком до 40 км, несмотря на риск засад и мин на дорогах. Военные разместили у собора танк для защиты скорбящих. Люсиль похоронили в одном из дворов больницы.
Мечта Пьеро и Люсиль, направлявшая их на протяжении всей жизни, остаётся руководящим принципом больницы: «предоставлять наилучшую возможную помощь наибольшему числу людей по минимально возможной цене» и «обучать тех, кто придет им на смену».